# 1931
1931 (MCMXXXI) var ett normalår som började en torsdag i den gregorianska kalendern.

## Händelser

### Januari
- 8 januari – Den svenske författaren Hjalmar Bergman jordfästs efter att ha avlidit, 47 år gammal [1].
- 12 januari – 34 000 textilarbetare i Sverige strejkar i två månader då arbetsgivarna sänkt lönerna med minst 10 % [2].
- Januari – All-Asian Women's Conference, Asiens första internationella kvinnokonferens, hålls i Lahore i Indien.

### Februari
- 5 februari – Den brittiske racerföraren Captain Cambell slår hastighetsrekord för markfordon med 398,038 kilometer i timmen vid tävlingar i Floridas Daytona Beach [3].
- 17 februari – Polismästaren i Stockholm förbjuder Adolf Hitler och Joseph Goebbels att tala vid ett offentligt svenskt nazistmöte [4].
- 18 februari – Den kroatiske albanologen Milan Šufflay mördas av den jugoslaviska säkerhetspolisen.[5]
- 27 februari – Marika Stiernstedt blir ordförande i Sveriges författareförening [6].

### Mars
- Mars – Den svenska Cypernexpeditionen återvänder till Stockholm med 10.000-tals föremål.
- 31 mars – 5 000 personer omkommer vid en jordbävning i Nicaragua [7].

### April
- 14 april – Kung Alfonso XIII abdikerar efter republikanska framgångar vid kommunalvalen och lämnar Spanien [3].
- 30 april – Kanton i Kina intas av soldater som gjort uppror mot Chiang Kai-shek, striden mot kommunisterna hårdnar [6].

### Maj

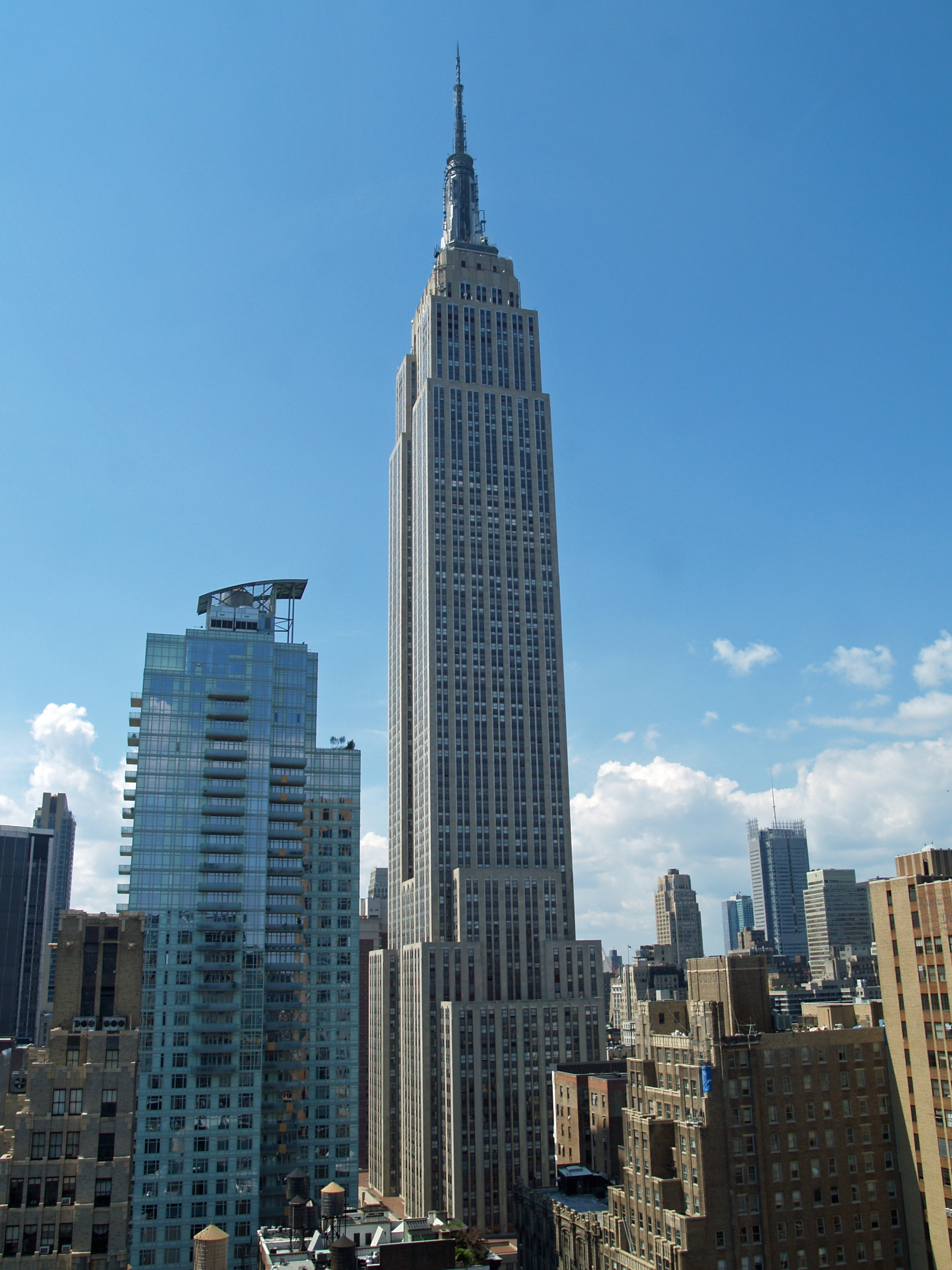
Empire State Building

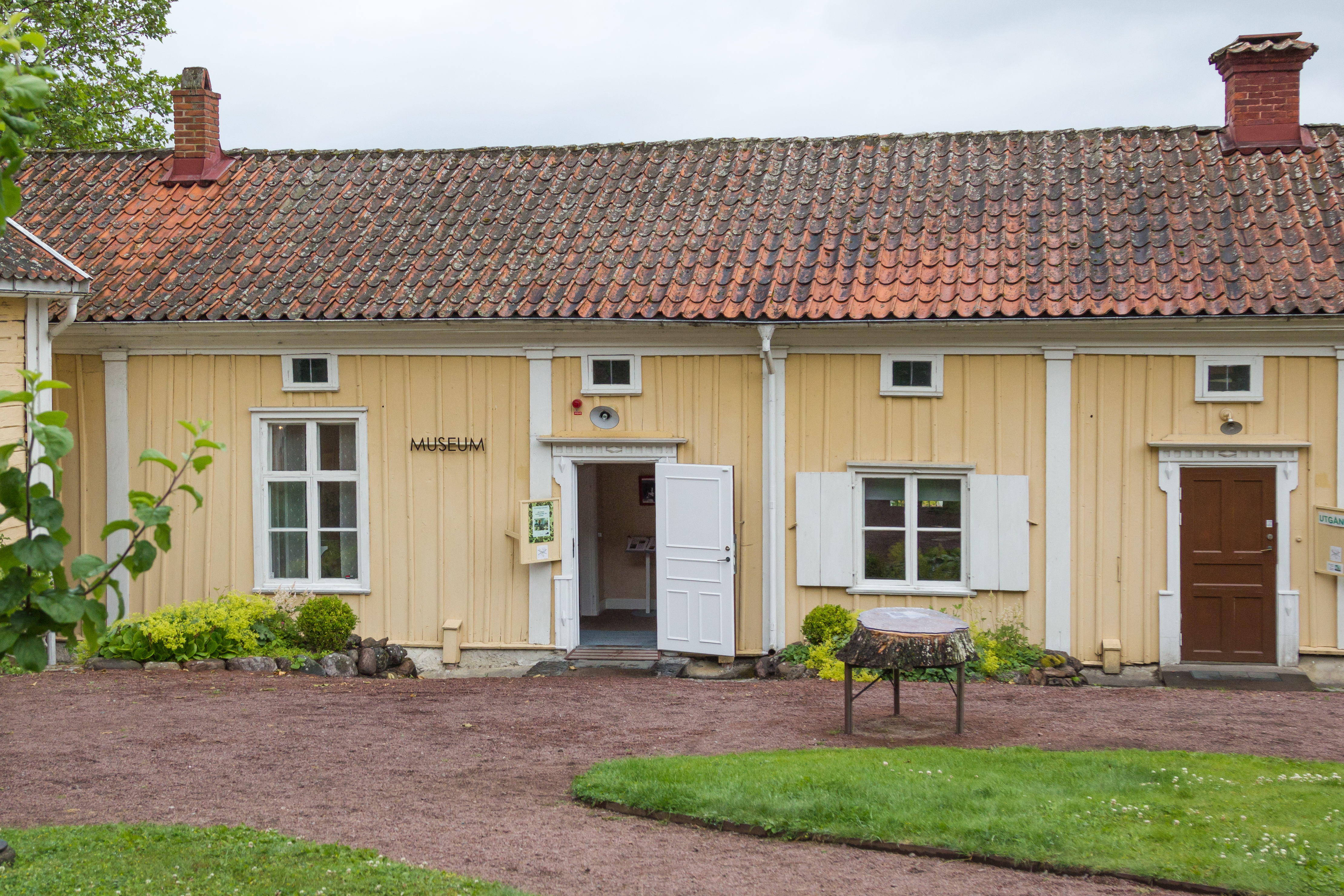
Grenna museum

- 1 maj – Empire State Building i New York invigs.
- 3 maj – Andrémuseet i Gränna invigs [3].
- 7 maj – Med sitt flygplan lyckas svensken Albin Ahrenberg undsätta saknade brittiske vetenskapsmannen Augustine Courthald i Grönland [3].
- 11 maj – Fritz Langs film M med Peter Lorre har biopremiär [6].
- 13 maj – Strejkbrytare anländer till Lunde i Ådalen. Några av dem misshandlas ombord på ångaren Milos vid Sandvikens massafabrik av strejkande arbetare, varför landshövdingen beslutar att inkalla militär.

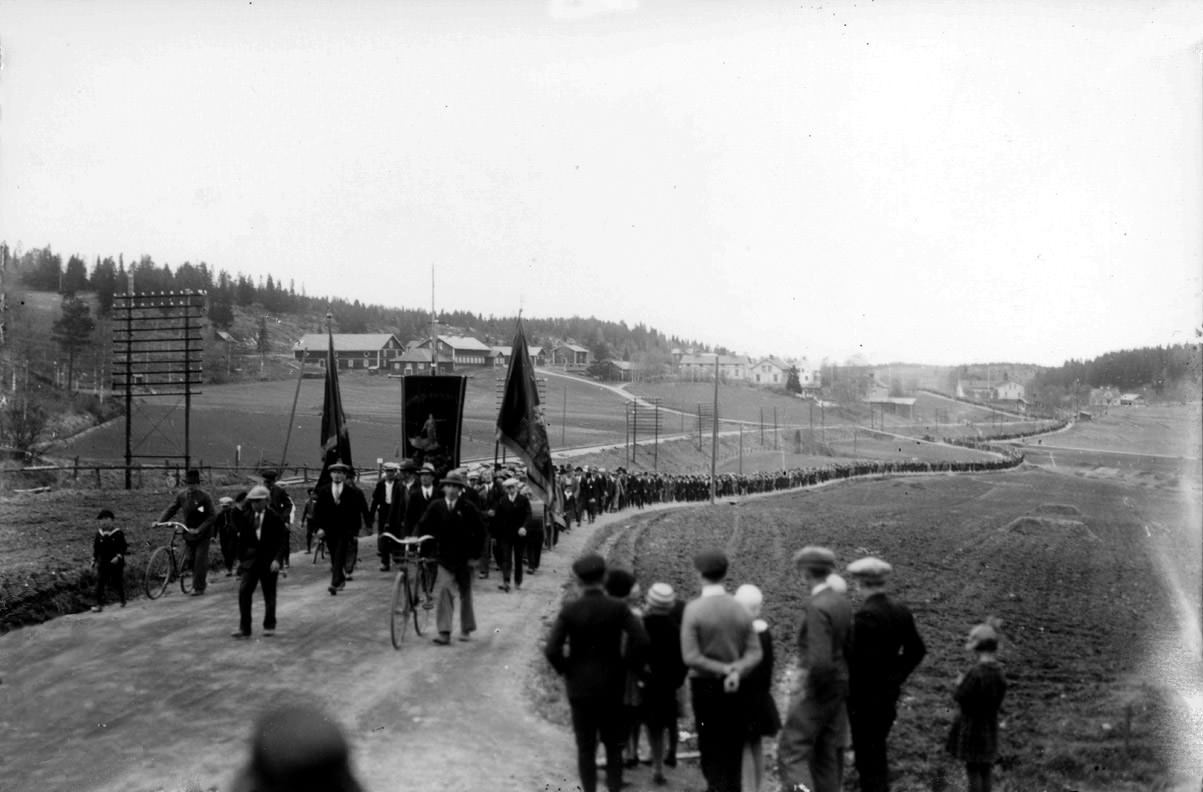
Oroligt i Ådalen.

- 14 maj – Svensk militär skjuter ihjäl fem personer vid en demonstration i Lunde i Ådalen, Sverige [3], vilket leder till demonstrationer runtom i Sverige [3].
- 15 maj – Militären dras bort från Lunde, Sverige och arbetarna får sköta ordningen.
- 19 maj – Kravaller utbryter i Stockholm till följd av Ådalshändelserna; bland annat ses en banderoll med textningen "Ner med mördarregeringen".
- 21 maj – De döda i Ådalshändelserna i Sverige begravs, varvid man klockan tolv håller fem minuters tystnad i hela Sverige.
- 26 maj – Justitiekanslern åtalar flera svenska tidningar för smädelse efter Ådalshändelserna. Bland annat har regeringen kallats "mördarregering" [4].
- 28 maj – Auguste Piccard slår höjdrekord med luftballong. Han kommer 16.000 meter upp i stratosfären.
- 29 maj – Damfriidrottstävlingen Olimpiadi della Grazia inleds i Florens, 11 nationer deltar, till 31 maj

### Juni
- 7 juni – Tycho Brahe-museet invigs på Ven [1].
- 14 juni – 45 personer omkommer då ett franskt turistfartyg kantrar i storm utanför Saint-Nazaire, Frankrike [8].
- 23 juni – Wiley Post och Harold Gatty startar från Roosevelt Field, Long Island i ett försök att flyga Jorden runt i enmotorigt flygplan.[9]
- 28 juni – Norrmän ockuperar en del av östra Grönland. Danmark drar tvisten inför internationella domstolen i Haag [10].
- 30 juni – Varbergs fästning upphör att vara fängelse och fångarna flyttas till Halmstad.

### Juli
- 9 juli – Södra Sverige drabbas av en orkan, som fäller 1,3 miljoner träd i Kalmar län [7].
- 13 juli – Den tyska bankkrisen når sin kulmen, och det internationella betalningssystemet rasar samman, delvis som följd av den internationella bankkrisen [3]. De tyska börserna och bankerna stängs, och flera av USA:s banker går i konkurs.
- 16 juli – Abessiniens konstitution antas [11].
- 21 juli – Ådalskommissionen anser i sin rapport att dödsskotten berodde på otydliga order och missförstånd [4]. Ingen arbetare verkar enligt rapporten ha varit beväpnad [1].

### Augusti
- 12 augusti – Floden Yangtze i Kina svämmar över och 23 miljoner människor evakueras från sina hem [3].
- 15 augusti – Ny rapport visar att antalet arbetslösa i Tyskland är 4,8 miljoner i antalet [3].
- 23 augusti – Harry Persson förlorar på teknisk knockout i första ronden mot norrmannen Otto von Porat, och slutar tävlingsboxas.[6].
- 28 augusti – Efter kraftiga kursfall försäkrar Ivar Kreuger att hans världskoncern fortfarande är stark [4].
- 31 augusti – Enligt den svenska arbetslöshetsutredningen ökar arbetslösheten snabbt och uppgår nu till 12,8% av de fackligt anslutna [4].

### September

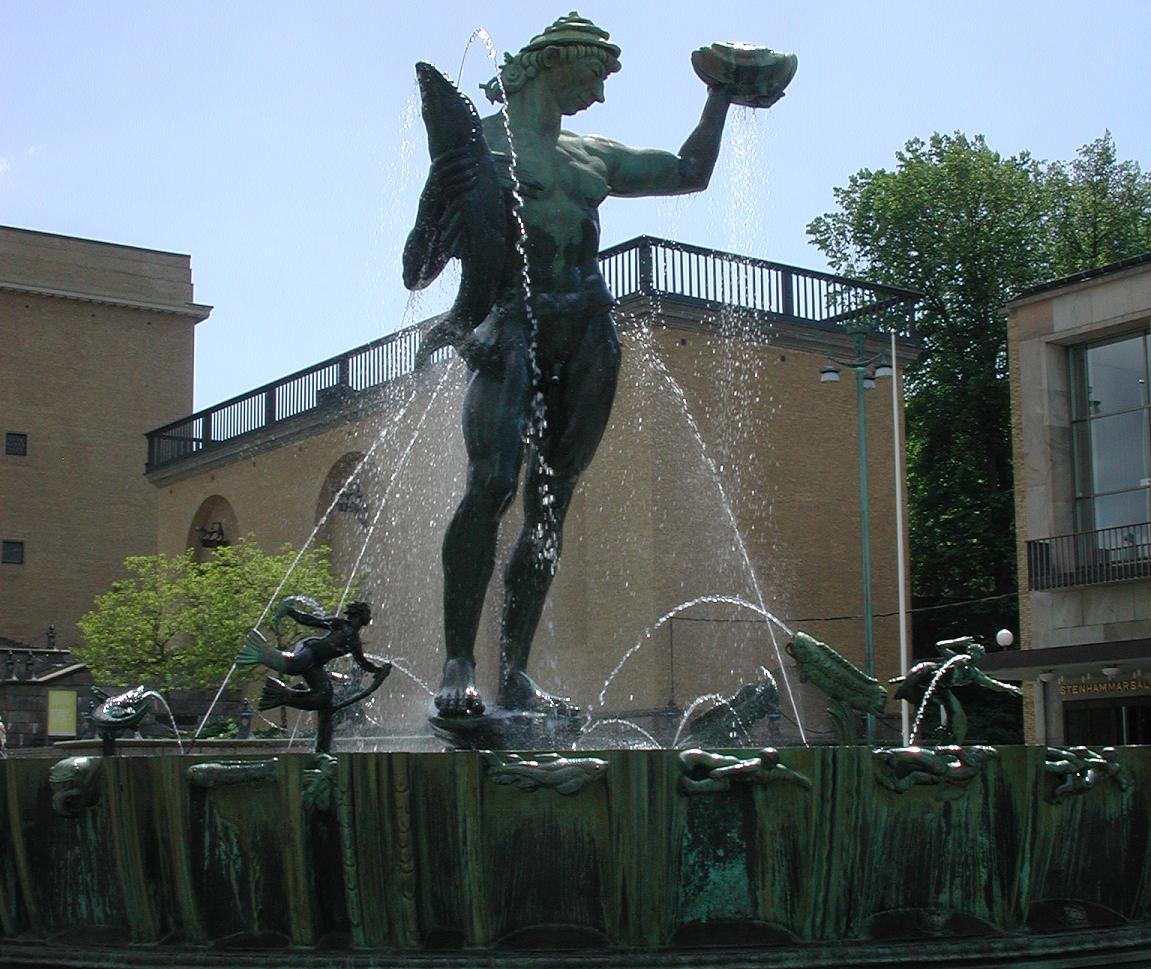
Poseidon med brunnskar

- 1 september – Gösta Ekman d.ä. och Zarah Leander har huvudrollerna när Glada änkan har premiär på Konserthusteatern i Stockholm [6].
- 18 september – Japansk-kinesisk militär konflikt, när japanska soldater kommer in i Manchuria, vars norra provinser hävdas av Japan.[3]
- 19 september – Det sista numret av tidningen Stockholms Dagblad (grundad 1824) utkommer.
- 23 september
  - Storbritannien avskaffar guldmyntfoten.
  - Erik Wellander utnämns till professor i tyska vid Stockholms högskola och blir därmed skolans första professor i annat språk än svenska [1].
- 24 september – Carl Milles staty Poseidon invigs på Götaplatsen i Göteborg [3].
- 27 september – På grund av den ekonomiska krisen förs mängder av guld ut ur Sverige, varför guldmyntfoten upphävs av Sveriges riksbank. Därmed devalveras den svenska kronan [3].

### Oktober
- 1 oktober – Kvinnlig rösträtt införs i Spanien [10].
- 24 oktober
  - I USA döms gangsterledaren Al Capone till elva års fängelse och 50 000 US-dollar i böter för skattebrott [3].
  - En högerextrem hemlig skyddskår, Munckska kåren, utrustad med illegala vapen, avslöjas och upplöses snabbt [4].
- 27 oktober – Storbritannien går till parlamentsval. Den nationella koalitionsregeringen får en stor majoritet, till övervägande delen bestående av Conservative Partys ledamöter. Labour går kraftigt tillbaka, delvis på grund av partiets delning mellan det officiella Labour och premiärminister Ramsay MacDonalds National Labour Party.

### November
- 3 november – Scoutkåren Mälarscouterna bildas i en källarlokal i Ålsten.
- 7 november – Föreningen Unga Örnar, för riktigt unga socialdemokrater, bildas.
- 20 november – 42 personer omkommer vid gruvolycka i Storbritannien [8].

### December
- 5 december – Kristus Frälsarens katedral i Moskva mineras och sprängs på order av Stalins minister Kaganovitj.
- 10 december – Den under året avlidne svenske författaren Erik Axel Karlfeldt får Nobelpriset i litteratur postumt [3]. Hans maka fru Gerda Karlfeldt kommer och hämtar priset [1].
- 12 december – Den dittills största stölden av pengar i Sverige upptäcks. 500 000 SEK har stulits ur ett kassaskåp i ett uppbördskontor i Stockholm [1].
- 31 december – Vid nyårsfirandet på Skansen läses inte dikten Nyårsklockan utan Skansenchefen Lindblom håller istället ett högtidstal.

### Okänt datum
- British Union of Fascists bildas
- Moderskapsförsäkringen införs i Sverige, vilket innebär sjukpenning för kvinnor.
- Svenska antisemitiska föreningen upplöses.
- Den svenska socialdemokratiska partistyrelsen tillsätter en kommitté som skisserar upp den nya socialdemokratiska krispolitiken.
- Elektrifieringen av Södra stambanan inleds.
- Den svenska regeringen beviljar tre miljoner till beredskapsarbeten.
- Svenska Kvinnors Vänsterförbund (SKV), som ska arbeta för jämställdhet, fred och solidaritet, tillkommer ur det tidigare Frisinnade kvinnor (grundat 1914) som ett partipolitiskt obundet vänsteralternativ.
- Birger Furugård bildar Svenska nationalsocialistiska partiet (SNSP).
- Det svenska Apotekstjänstemannaförbundet bildas.
- De anställdas centralorganisation (DACO) bildas, som en samorganisation av yrkesföreningar för svenska tjänstemän.
- Statlig inköpsgaranti för svensk brödsäd införs och importen av vete och råg monopoliseras genom svenska spannmålsföreningen.
- Sverige blir medlem i Internationella Kriminalpoliskommissionen (Interpol) med säte i Wien.
- Svensken Johannes Kolmodin anländer till Abessinien (nuvarande Etiopien) som politisk rådgivare åt kejsaren Haile Selassie.
- I skriften Världskrig hotar förutspår Erich Ludendorff ett kommande världskrig vilket kommer att leda till Tysklands fullkomliga nederlag, och han kallar där Nationalsocialistiska tyska arbetarepartiet för folkfördärvare.
- Svenska Amerika Linien målar om sina fartyg från svart till vitt, eftersom man alltmer har börjat kryssa i tropiska farvatten.
- Jussi Björling får sitt genombrott utanför Sverige, när han uppträder på Tivoli i Köpenhamn.
- I Sverige förstatligas småskoleseminarierna.
- DACO bildas i Sverige [12].
- Medicinalstyrelsen i Sverige griper in för att få stopp på 1920-talets kokainvåg [13].
- Ångermanlands Sportfiskeklubb (ÅSK) bildas.

## Födda

### Första kvartalet

#### Januari
- 5 januari – Robert Duvall, amerikansk skådespelare.
- 7 januari
  - Mack Mattingly, amerikansk republikansk politiker och diplomat, senator 1981–1987.
  - Pierina Morosini, italiensk jungfru och martyr, saligförklarad 1987. (död 1957)
- 8 januari – Barbro Larsson, svensk skådespelare och regissör. (död 2025)
- 14 januari – Iréne Gleston, svensk skådespelare. (död 2006)
- 17 januari
  - James Earl Jones, amerikansk skådespelare. (död 2024)
  - Douglas Wilder, amerikansk politiker, guvernör i Virginia 1990–1994.
- 19 januari – Tippi Hedren, amerikansk skådespelare och fotomodell.
- 22 januari – Sam Cooke, amerikansk sångare och låtskrivare. (död 1964)
- 25 januari – Stikkan Anderson, svensk textförfattare, musikförläggare, affärsman, manager för popgruppen Abba. (död 1997)
- 29 januari – Ferenc Mádl, ungersk politiker, president 2000–2005. (död 2011)

#### Februari
- 1 februari – Boris Jeltsin, rysk president 1991–1999. (död 2007)
- 2 februari
  - Walter Burkert, schweizisk professor, forskare i grekisk religion och kult. (död 2015)
  - Dries van Agt, nederländsk politiker. (död 2024)
- 4 februari – Isabel Perón, president i Argentina 1974–1976.
- 6 februari
  - Mamie Van Doren, amerikansk skådespelare.
  - Rip Torn, amerikansk skådespelare. (död 2019)
- 8 februari – James Dean, amerikansk skådespelare. (död 1955)
- 9 februari
  - Josef Masopust, tjeckoslovakisk fotbollsspelare. (död 2015)
  - Robert Morris, amerikansk konstnär inom minimalismen. (död 2018)
  - Carl-Eiwar Carlsson, svensk programledare. (död 1974)
- 12 februari – Göran Graffman, svensk regissör och skådespelare. (död 2014)
- 13 februari – Tore Bengtsson, svensk skådespelare. (död 2015)
- 15 februari – Claire Bloom, brittisk skådespelare.
- 18 februari – Toni Morrison, amerikansk författare, nobelpristagare. (död 2019)
- 19 februari – Camillo Ruini, italiensk kardinal.
- 24 februari – James Abourezk, amerikansk demokratisk politiker, senator 1973–1979. (död 2023)
- 26 februari – Robert Novak, amerikansk journalist. (död 2009)
- 28 februari – Peter Alliss, engelsk golfspelare, TV-kommentator, författare och golfbanearkitekt. (död 2020)

#### Mars
- 2 mars
  - Michail Gorbatjov, rysk politiker, president 1990–1991, nobelpristagare. (död 2022)
  - János Sebestyén, ungersk pianist. (död 2012)
- 4 mars – Sonya Hedenbratt, svensk jazzsångerska, skådespelare och revyartist. (död 2001)
- 5 mars
  - Tamara Miansarova, sovjetisk sångare. (död 2017)
  - Barry Tuckwell, australisk valthornist. (död 2020)
- 9 mars – Thore Skogman, svensk kompositör och artist. (död 2007)
- 11 mars
  - Gunlög Hagberg, svensk skådespelare. (död 2021)
  - Rupert Murdoch, australisk miljardär och tidningsman.
- 14 mars – Sten Wickbom, svensk socialdemokratisk politiker, justitieminister 1983–1987. (död 2015)
- 18 mars – Howard Coble, amerikansk republikansk politiker. (död 2015)
- 21 mars – Richard Ratsimandrava, madagaskisk politiker, president 1975. (död 1975)
- 22 mars – William Shatner, kanadensisk skådespelare, författare, producent, filmregissör och musiker.
- 23 mars – Sonja Stjernquist, svensk operett- och musikalsångerska (sopran) och skådespelare. (död 2002)
- 29 mars – Arne Selmosson, svensk fotbollsspelare. (död 2002)

### Andra kvartalet

#### April
- 2 april – Gudrun Anderson, svensk sångtextförfattare. (död 2010)
- 7 april – Daniel Ellsberg, amerikansk fredsaktivist. (död 2023)
- 9 april – Andreas von Mirbach, tysk officer och diplomat. (död 1975)
- 10 april – Cilla Ingvar, svensk revyartist. (död 1998)
- 11 april – Luís Cabral, president i Guinea-Bissau 1974-1980, landets förste president. (död 2009)
- 13 april – Beverley Cross, brittisk pjäs- och manusförfattare. (död 1998)
- 15 april
  - Ulf Qvarsebo, svensk skådespelare. (död 1990)
  - Tomas Tranströmer, svensk poet, nobelpristagare[4]. (död 2015)
- 17 april – Malcolm Browne, amerikansk journalist och fotograf. (död 2012)
- 23 april – Arne Ljungqvist, svensk höjdhoppare och dopingjägare.
- 24 april – Lennart Haag, mångfaldig svensk mästare i biljard. (död 2022)
- 25 april – Erna Groth, svensk skådespelare, sångare och scripta. (död 1993)
- 28 april – Eva Seeberg, norsk-svensk journalist, författare och manusförfattare. (död 2019)

#### Maj
- 1 maj – Torsten Sjöholm, svensk skådespelare och teaterregissör. (död 2003)
- 3 maj – Aldo Rossi, italiensk postmodernistisk arkitekt. (död 1997)
- 4 maj – Bruce Haack, kanadensisk musiker, föregångare inom elektronisk musik. (död 1988)
- 6 maj – Willie Mays, amerikansk basebollspelare. (död 2024)
- 7 maj
  - Jerry Chesnut, amerikansk låtskrivare. (död 2018)
  - Ingvar Wixell, svensk operasångare (baryton). (död 2011)
- 10 maj – Ettore Scola, italiensk manusförfattare och filmregissör. (död 2016)
- 13 maj – Jim Jones, amerikansk sektledare. (död 1978)
- 16 maj – K. Natwar Singh, indisk författare och politiker, utrikesminister 2004–2005. (död 2024)
- 17 maj – Marshall Applewhite, ledare för självmordssekten Heaven's Gate. (död 1997)
- 18 maj – Don Martin, amerikansk serietecknare. (död 2000)
- 19 maj
  - Alfred Schmidt, tysk filosof, aktiv inom Frankfurtskolan. (död 2012)
  - David Wilkerson, amerikansk pastor, ledare för Times Square Church i New York. (död 2011)
- 26 maj – Sven Delblanc, svensk författare[4]. (död 1992)
- 27 maj – Faten Hamama, egyptisk skådespelare. (död 2015)

#### Juni
- 1 juni – Lennart Atterling, svensk redaktör, kortfilmsregissör och skådespelare. (död 2009)
- 2 juni – Eric Krönmark, svensk moderat politiker, försvarsminister. (död 2024)
- 5 juni – Jacques Demy, fransk regissör. (död 1990)
- 6 juni – Rolf Bengtsson, svensk skådespelare. (död 1976)
- 7 juni – Okot p'Bitek, ugandisk författare. (död 1982)
- 12 juni
  - Fredrik Ohlsson, svensk skådespelare. (död 2023)
  - Siv Widerberg, svensk författare, journalist och lågstadielärare. (död 2020)
- 13 juni – Irvin Yalom, amerikansk läkare, psykoterapeut och författare.
- 16 juni – Robert Freeman Smith, amerikansk republikansk politiker, kongressledamot 1983–1995 och 1997–1999. (död 2020)
- 18 juni – Klaus Wunderlich, tysk musiker. (död 1997)
- 20 juni
  - Martin Landau, amerikansk skådespelare. (död 2017)
  - Ingemar Simonsson, svensk präst och debattör. (död 2005)
- 21 juni – Margaret Heckler, amerikansk republikansk politiker. (död 2018)
- 23 juni
  - Mona Krantz, svensk radiokvinna. (död 2001)
  - Ola Ullsten, svensk politiker, partiledare för Folkpartiet 1978–1983, Sveriges statsminister 1978–1979, ambassadör[4]. (död 2018)
- 25 juni – Vishwanath Pratap Singh, indisk politiker, regeringschef 1989–1990. (död 2008)
- 28 juni – Hans "Hasse" Alfredson, svensk regissör, författare och skådespelare[4]. (död 2017)

### Tredje kvartalet

#### Juli
- 1 juli
  - Leslie Caron, fransk skådespelare.
  - Seyni Kountché, nigerisk militär och politiker, president 1974–1987. (död 1987)
- 2 juli – Frank Williams, brittisk skådespelare. (död 2022)
- 5 juli – James 'Jimmy the Gent' Burke, irländsk-amerikansk gangster. (död 1996)
- 7 juli – David Eddings, amerikansk författare. (död 2009)
- 10 juli – Thord Carlsson, svensk radioman. (död 2005)
- 14 juli – Michael Meschke, svensk marionettist och teaterchef.
- 20 juli – Karin Ahrland, svensk politiker och ambassadör. (död 2019)
- 23 juli
  - Lennart Aspegren, svenskt kansliråd på budgetdepartementet 1978–1979, FN-domare och skådespelare.
  - Gunnar Cyrén, svensk silversmed, glaskonstnär och industridesigner. (död 2013)
  - Arata Isozaki, japansk arkitekt. (död 2022)
  - Jan Troell, svensk filmregissör.[4]
- 30 juli – Håkan Winberg, svensk moderat politiker, justitieminister 1979–1981. (död 2022)
- 31 juli – Nick Bollettieri, amerikansk tennistränare. (död 2022)

#### Augusti
- 1 augusti – Bo Holmqvist, svensk TV-redaktör, nyhetsankare i Aktuellt 1964–1970. (död 2022)
- 4 augusti – Päiviö Tommila, finländsk historiker. (död 2022)
- 5 augusti – Mona Åstrand, svensk skådespelare. (död 1995)
- 9 augusti – Mário Zagallo, brasiliansk fotbollsspelare och -tränare. (död 2024)
- 11 augusti – Jane Friedmann, svensk skådespelare.
- 12 augusti
  - Kalle Sändare, svensk komiker och telefonskämtare. (död 2008)
  - Bengt Gillberg, svensk skådespelare. (död 2002)
- 18 augusti – Kjell-Olof Feldt, svensk socialdemokratisk politiker, finansminister 1982–1990. (död 2025)
- 23 augusti – Lars Görling, svensk författare, regissör och manusförfattare. (död 1966)
- 24 augusti – Jörgen Cederberg, svensk radioproducent och regissör. (död 2008)
- 25 augusti
  - Peter Gilmore, brittisk skådespelare (Onedinlinjen). (död 2013)
  - Regis Philbin, amerikansk TV-programledare. (död 2020)
- 30 augusti – Jack Swigert, amerikansk astronaut. (död 1982)

#### September
- 4 september – Mitzi Gaynor, amerikansk skådespelare, sångerska och dansös. (död 2024)
- 6 september – Sander Levin, amerikansk demokratisk politiker.
- 8 september – Sangrid Nerf, svensk skådespelare. (död 1972)
- 10 september – Philip Baker Hall, amerikansk skådespelare. (död 2022)
- 12 september – Ian Holm, brittisk skådespelare. (död 2020)
- 13 september – Staffan Burenstam Linder, svensk moderat politiker och nationalekonom, Sveriges handelsminister 1976–1978 och 1979–1981 samt europaparlamentariker 1995–2000. (död 2000)
- 16 september – Jan Johansson, svensk pianist och kompositör. (död 1968)
- 17 september – Anne Bancroft, amerikansk skådespelare. (död 2005)
- 19 september – Brook Benton, amerikansk sångare och låtskrivare. (död 1988)
- 21 september – Larry Hagman, amerikansk skådespelare. (död 2012)
- 23 september – Ignatius Acheampong, ghanansk militär och politiker, statschef 1972–1978. (död 1979)
- 29 september – Anita Ekberg, svensk skådespelare. (död 2015)
- 30 september – Angie Dickinson, amerikansk skådespelare.

### Fjärde kvartalet

#### Oktober
- 1 oktober – John Vikström, ärkebiskop för Evangelisk-lutherska kyrkan i Finland 1982–1998.
- 2 oktober – Björn Lindroth, svensk regissör, manusförfattare, konstnär och sångtextförfattare. (död 1999)
- 7 oktober – Desmond Tutu, sydafrikansk ärkebiskop, nobelpristagare. (död 2021)
- 12 oktober – Ole-Johan Dahl, norsk datavetare. (död 2002)
- 13 oktober – Raymond Kopa, fransk fotbollsspelare. (död 2017)
- 15 oktober – Abdul Kalam, indisk vetenskapsman, flygingenjör och politiker, president 2002–2007. (död 2015)
- 19 oktober – John le Carré, brittisk författare. (död 2020)
- 20 oktober – Mickey Mantle, amerikansk basebollspelare. (död 1995)
- 21 oktober – Hugh Thomas, brittisk historiker. (död 2017)

#### November
- 2 november – Paolo Portoghesi, italiensk arkitekt och arkitekturhistoriker. (död 2023)
- 3 november – Monica Vitti, italiensk skådespelare. (död 2022)
- 4 november – Bernard Law, amerikansk kardinal. (död 2017)
- 5 november
  - Thomas R. Pickering, amerikansk diplomat, FN-ambassadör 1989–1992.
  - Ike Turner, amerikansk sångare, musiker, låtskrivare och musikproducent. (död 2007)
- 11 november – Pete Stark, amerikansk demokratisk politiker, kongressledamot 1973–2013. (död 2020)
- 12 november – Norman Mineta, amerikansk politiker. (död 2022)
- 15 november
  - Calvin Floyd, svensk-amerikansk regissör, manusförfattare, författare, producent, jazzsångare, kompositör och pianist. (död 2014)
  - Erik Tudeer, åländsk politiker (obunden). (död 2001)
- 23 november – Berto Marklund, svensk skulptör, tecknare och skådespelare. (död 2020)
- 28 november – Hope Lange, amerikansk skådespelare. (död 2003)

#### December
- 2 december
  - Masaaki Hatsumi, japansk kampsportsmästare.
  - Edwin Meese, amerikansk republikansk politiker, USA:s justitieminister 1985–1988.
  - Richard Stites, amerikansk historiker. (död 2010)
- 5 december – Tommy Johnson, svensk skådespelare. (död 2005)
- 8 december – Bo Samuelson, svensk skådespelare. (död 2009)
- 10 december – Marianne Ljunggren, svensk dansare, skådespelare, revy- och varietéartist. (död 1987)
- 11 december – Rita Moreno, puertoricansk skådespelare.
- 15 december – Klaus Rifbjerg, dansk författare, filmkritiker och manusförfattare. (död 2015)
- 16 december – Lasse Björn, svensk ishockeyspelare. (död 2024)
- 18 december – Gunnel Lindblom, svensk skådespelare och regissör. (död 2021)
- 20 december – Ike Skelton, amerikansk demokratisk politiker, kongressledamot 1977–2011. (död 2013)
- 30 december – Skeeter Davis, amerikansk countrysångare. (död 2004)

## Avlidna

### Första kvartalet

#### Januari
- 1 januari – Hjalmar Bergman, 47, svensk författare[4].
- 3 januari – Joseph Joffre, 78, fransk militär.
- 4 januari – Art Acord, 40, amerikansk stumfilmsskådespelare.
- 6 januari – Ernst Siemerling, 73, tysk läkare.
- 11 januari – Giovanni Boldini, 88, italiensk konstnär.
- 23 januari – Anna Pavlova, 49, rysk prima ballerina.

#### Februari
- 7 februari – Sven Nyblom, 62, svensk regissör, översättare av opera- och operettlibretton och operasångare (tenor).
- 18 februari
  - Frank Emerson, 48, amerikansk republikansk politiker, guvernör i Wyoming 1927–1931.
  - Milan Šufflay, 51, kroatisk historiker och politiker.

#### Mars
- 7 mars
  - Theo van Doesburg, 47, nederländsk målare, konstskribent och poet.
  - Akseli Gallen-Kallela, 65, finländsk konstnär.
- 31 mars – Knute Rockne, 43, norsk-amerikansk tränare av amerikansk fotboll.

### Andra kvartalet

#### April
- 8 april – Erik Axel Karlfeldt, 66, svensk poet och författare, nobelpristagare i litteratur[4].
- 9 april – Nicholas Longworth, 61, amerikansk republikansk politiker, talman i USA:s representanthus 1925–1931.

#### Maj
- 9 maj – Albert Abraham Michelson, 78, amerikansk fysiker.

#### Juni
- 15 juni – Albertina Berkenbrock, 12, brasiliansk martyr.
- 22 juni – Armand Fallières, 89, fransk politiker, Frankrikes president 1906–1913.

### Tredje kvartalet

#### Juli
- 12 juli – Nathan Söderblom, 65, svensk ärkebiskop sedan 1914, mottagare av Nobels fredspris 1930[4].
- 22 juli – Herbert Baddeley, 59, brittisk tennisspelare.

#### Augusti
- 6 augusti – Bix Beiderbecke, 28, amerikansk jazztrumpetare.
- 21 augusti – Anna Sahlstén, 71, finländsk målare.

#### September
- 13 september – Lawrence D'Orsay, 78, brittisk skådespelare.
- 18 september – John F. Nugent, 63, amerikansk demokratisk politiker, senator 1918–1921.
- 25 september – Ulrich von Wilamowitz-Moellendorff, 82, tysk klassisk filolog.

### Fjärde kvartalet

#### Oktober
- 13 oktober – Ernst Didring, 62, svensk författare.
- 18 oktober – Thomas Edison, 84, amerikansk uppfinnare.

#### November
- 6 november – Thaddeus H. Caraway, 60, amerikansk demokratisk politiker.
- 14 november – Oscar Bergström, 57, svensk operasångare (basbaryton) och skådespelare.
- 27 november – M. Hoke Smith, 76, amerikansk publicist och politiker.

#### December
- 13 december – William D. Jelks, 76, amerikansk politiker, guvernör i Alabama 1901–1907.

## Nobelpris[14]
- Fysik – Inget pris utdelades
- Kemi
  - Carl Bosch, Tyskland
  - Friedrich Bergius, Tyskland
- Medicin – Otto Warburg, Tyskland
- Litteratur – Erik Axel Karlfeldt, Sverige
- Fred
  - Jane Addams, USA
  - Nicholas Murray Butler, USA

### Fotnoter
1. 1 2 3 4 5 6  Sverige 1900-talet – 1931, NE, Bra Böcker, 2000
2. ↑  Faktakalendern 2000 – 1931 (Sverige), 1999
3. 1 2 3 4 5 6 7 8 9 10 11 12 13 14  20:e århundrades När Var Hur – 1931, Bernt Himmelstedt, Forum, 1999
4. 1 2 3 4 5 6 7 8 9 10 11 12 13 14  Hundra år i Sverige – 1931, Hans Dahlberg, Albert Bonniers, 1999
5. ↑  Stephen Schwartz (2000). Kosovo: Background to a War. sid. 79.
6. 1 2 3 4 5  100 år med Aftonbladet – 1931, 1999
7. 1 2  Faktakalendern 2006, Semic, 2005
8. 1 2  Faktakalendern 1996, Semic, 1995
9. ↑  ”Centennial of Flight”. Arkiverad från originalet den 8 oktober 2012. https://web.archive.org/web/20121008000000/http://www.centennialofflight.gov/essay/Explorers_Record_Setters_and_Daredevils/Wiley_Post/EX27.htm.
10. 1 2  Faktakalendern 2000 – 1931 (Utlandet) , Semic, 1999
11. ↑  ”World Statesmen”. http://www.worldstatesmen.org/Ethiopia_1931.txt.
12. ↑  Sverige 1900-talet – Från gåspenna till tangentbord, NE, Bra Böcker, 2000
13. ↑  ”Narkotika”. Arkiverad från originalet den 24 maj 2011. https://web.archive.org/web/20110524131828/http://members.fortunecity.com/simulatorsmusicsite/droger/narkotika.htm.
14. ↑  ”Nobelpriset”. https://www.nobelprize.org/prizes/lists/all-nobel-prizes/. Läst 10 april 2011.